# Zandhoven
Zandhoven ist eine belgische Gemeinde in die Kempen der Region Flandern mit 13.445 Einwohnern (Stand 1. Januar 2024). Sie liegt am Albertkanal und besteht aus dem Hauptort und den Ortsteilen Massenhoven, Pulderbos, Pulle und Viersel.
Das Stadtzentrum von Antwerpen etwa liegt 18 km westlich und Brüssel 45 km südwestlich. Die nächsten Autobahnabfahrten befinden sich beim Ortsteil Massenhoven an der A13/E 313 und bei Ranst und Zoersel an der A21/E 34. In Lier, Nijlen und Herentals befinden sich die nächsten Regionalbahnhöfe und in Antwerpen halten auch überregionale Schnellzüge. Der Flughafen Antwerpen ist der nächste Regionalflughafen und Brüssel National nahe der Hauptstadt ist ein Flughafen von internationaler Bedeutung.

## Partnergemeinden
Zandhoven ist seit 1971 mit der hessischen Gemeinde Alheim verpartnert.

## Persönlichkeiten
- Frans Verhaegen (* 1948), Radrennfahrer